# Matelote

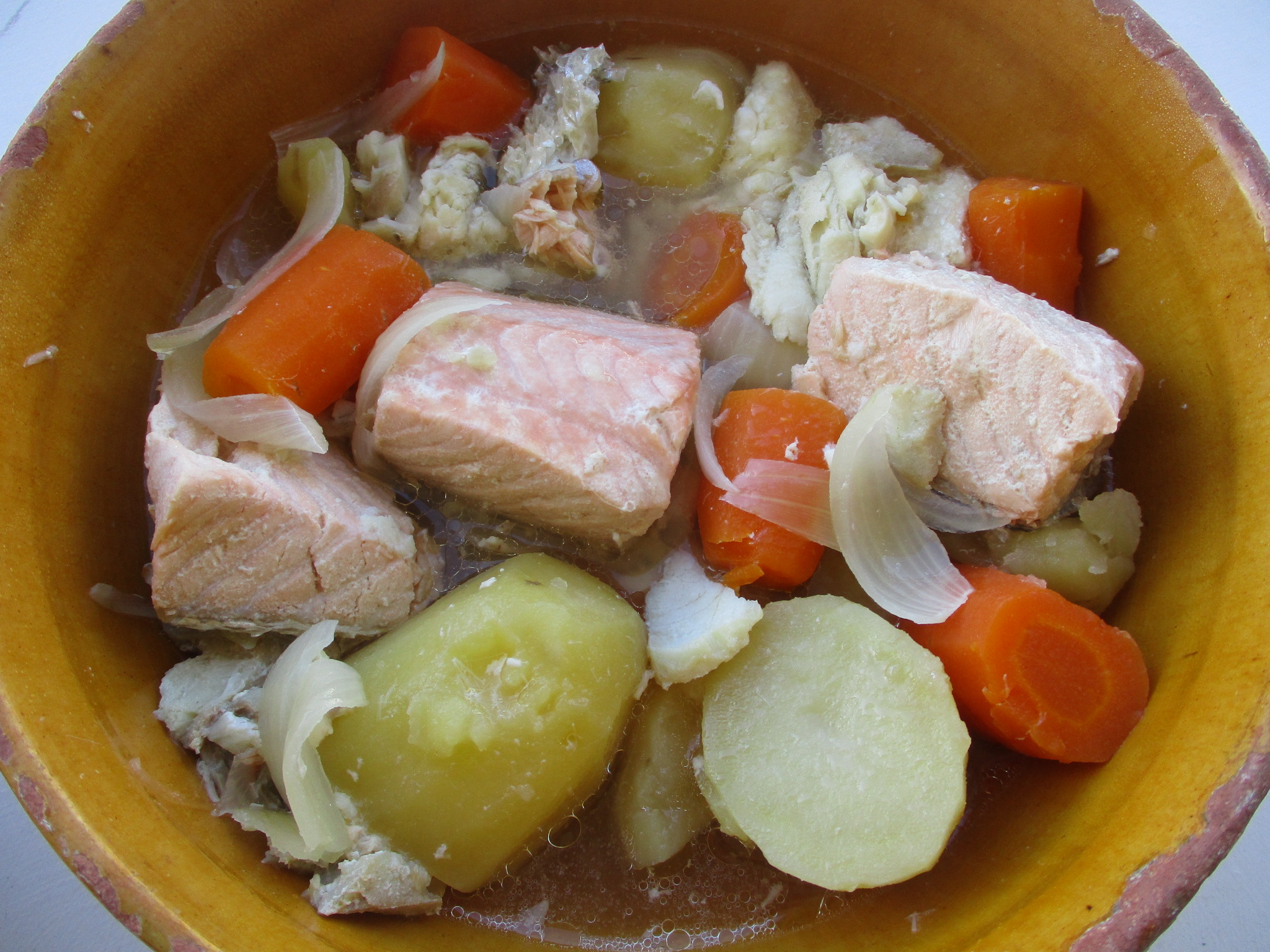
Elsässische Matelote mit Rieslingwein (Lachs, Zander, Hecht, Aal, Forelle, Karpfen, Karotte, Kartoffel, Zwiebeln)

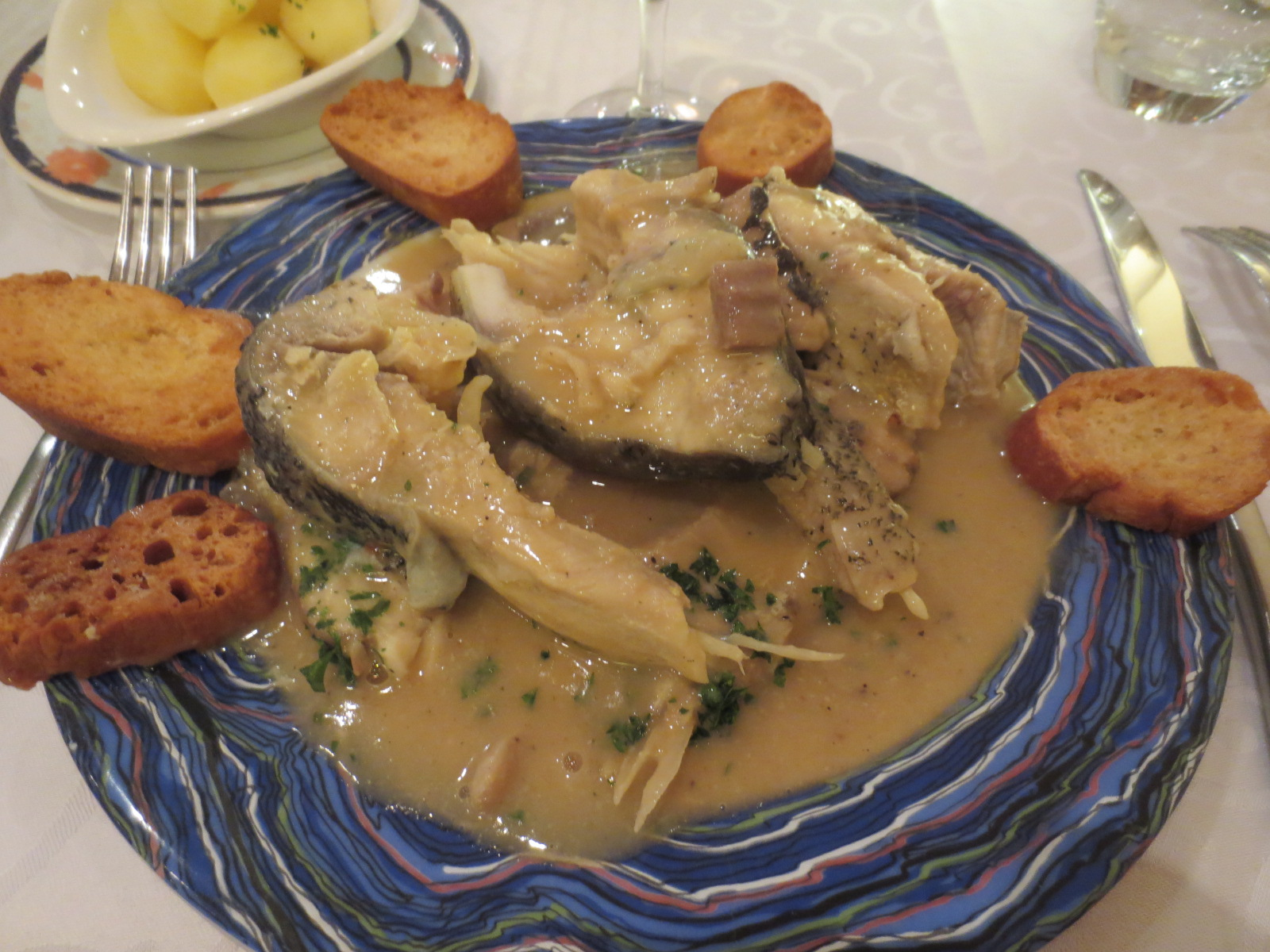
Pôchouse (in Saint Jean de Losne)

Matelote ist ein traditionelles Fischgericht  der französischen Küche, das mit Rot- oder Weißwein zubereitet wird. Der Begriff Matelote wird allgemein für Fischgerichte mit Süßwasserfischen und Wein verwendet, insbesondere Aale, Karpfen, Hechte, Forellen und Barben. Normalerweise werden Zwiebeln, Pilze, Speckscheiben und manchmal Flusskrebse in einer Court-Bouillon gekocht und mit Croûtons, Brot oder auch Teigwaren serviert.
In den Regionen Loire und Rhône sowie im Languedoc ist Matelote ein Standardrezept, mit verschiedenen regionalen Variationen (Bouilleture, Meurette, Pochouse).
In der Normandie wird eine Matelote aus Seefischen wie Steinbutt, Knurrhahn, Conger-Aale oder Glattbutt hergestellt, und mit Calvados flambiert, in Apfelwein gekocht, mit Butter gebunden und mit Garnelen und Muscheln oder Austern ergänzt.